# Ernst Philipp von Grothaus

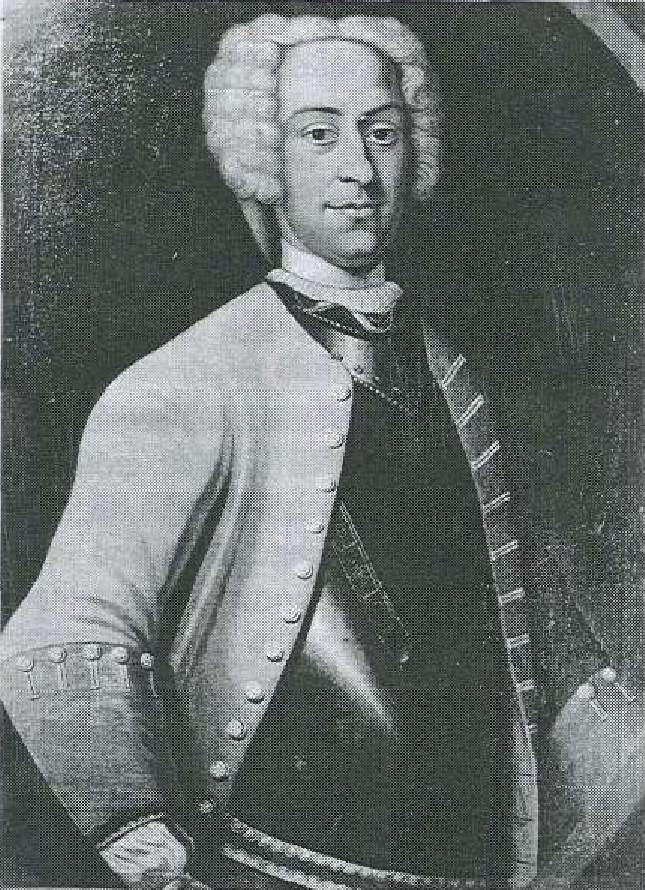
Ernst Philipp von Grothaus

Freiherr Ernst Philipp Ferdinand von Grothaus zu Ledenburg (* 9. Dezember 1703; † 24. November 1776) war ein braunschweigischer General der Kavallerie und königlich großbritannischer Generalleutnant. Letzter agnatischer Grothaus auf Schloss Ledenburg und letzter Spross des westfälischen Stammes seines Geschlechts.

## Leben

### Herkunft
Grothaus war das 5. von zehn Kindern des Johann Jobst Heinrich von Grothaus zu Ledenburg (* 13. August 1658; † 1. Juni 1728) und der Eleonore Sophie, geborene «von Redern» zu Hastenbeck (* 10. März 1673; † 11. März 1724), Tochter von Ernst Friedrich von Reden (1639–1720) und Engel Elisabeth, geborene von Reden (1641–1706).

### Werdegang
Grothaus wurde zunächst vom Osnabrücker Fürstbischof Ernst August zum Hofpagen ausersehen, trat aber 1721 als Fähnrich in das fürstbischöfliche Infanterieregiment unter Oberst von Langen ein. Schon 1723 nahm er seinen Abschied und wurde als Kornett im kurhannoverschen Kavallerieregiment „de St. Laurent“ aufgenommen. Bis 1740 avancierte er zum Kapitänleutnant und dann zum Rittmeister. Von 1757 bis 1761 war Grothaus Inhaber des kur-braunschweig-lüneburgischen Reuterregiments R 3-A, stieg schließlich bis zum Ende seiner Laufbahn bis in den Generalsrang auf.
Grothaus ließ 1770 die Saalkirche in Holte errichten, an der seine Familie das Patronat innehatte. Er war ein Freund von Justus Möser.

### Familie
Er vermählte sich am 9. April 1733 mit Anna Friederike von Oldershausen, Tochter des Jobst Adam von Oldershausen und der Sybille Lucretia von Wurmb. Aus der Ehe gingen fünf Töchter hervor:
1. Eleonore Elisabeth Helene Sophie[1] (1734–1794) ⚭ Georg Hermann Heinrich von Münster zu Surenburg, fürstbischöflichen Hofmarschall. Der gemeinsame Sohn der beiden Graf Ernst Friedrich Herbert zu Münster-Ledenburg führte später auch den Titel Freiherr von Grothaus.
2. Wilhelmine Marie Ernestine (* 1. Juni 1736; † 21. Januar 1793), Stiftsdame in Wunstorf, Vize-Äbtissin in Leden
3. Luise Caroline Johanna Friederike (* 17. November 1739; † jung)
4. Casparine Luise (* 3. Oktober 1742; † 1. Oktober 1824), Stiftsdame in Fischbeck
5. Charlotte Friederike Sophie Elisabeth (* 29. Oktober 1744), Stiftsdame in Börstel ⚭ Ludwig von Diepenbroick (1738–1805), hannoverscher Generalleutnant